# Biserica „Înălțarea Domnului” din Cuptoare
Biserica cu hramul „Înălțarea Domnului”  din Cuptoare, comuna Cornea, județul Caraș-Severin, a fost ridicată în anul 1810. Lăcașul de cult figurează pe lista monumentelor istorice 2010, cod LMI CS-II-m-B-11103.

## Localitatea
Cuptoare (maghiară Kuptorja) este un sat în comuna Cornea din județul Caraș-Severin, Banat, România. Prima mențiune documentară este din anul 1501.

## Istoric și trăsături
Anterior a existat o biserică veche de lemn, amintită în secolul XVIII. Biserica actuală are hramul „Înălțarea Domnului” și a fost construită între anii 1812-1825. Este realizată în stil baroc, din piatră, acoperită cu țiglă, cu o boltă semicilindrică din cărămidă și iconostas de zid. Reparații majore au fost efectuate în anii 1866, 1936 și 1980. A fost pictată în anul 1826 de către un pictor necunoscut.  În anul 1938 Petru Drăgilă a renovat pictura. Actuala pictură, în tehnica frescă, a fost realizată de Maria Tudor, între anii 1994-1995.

## Imagini

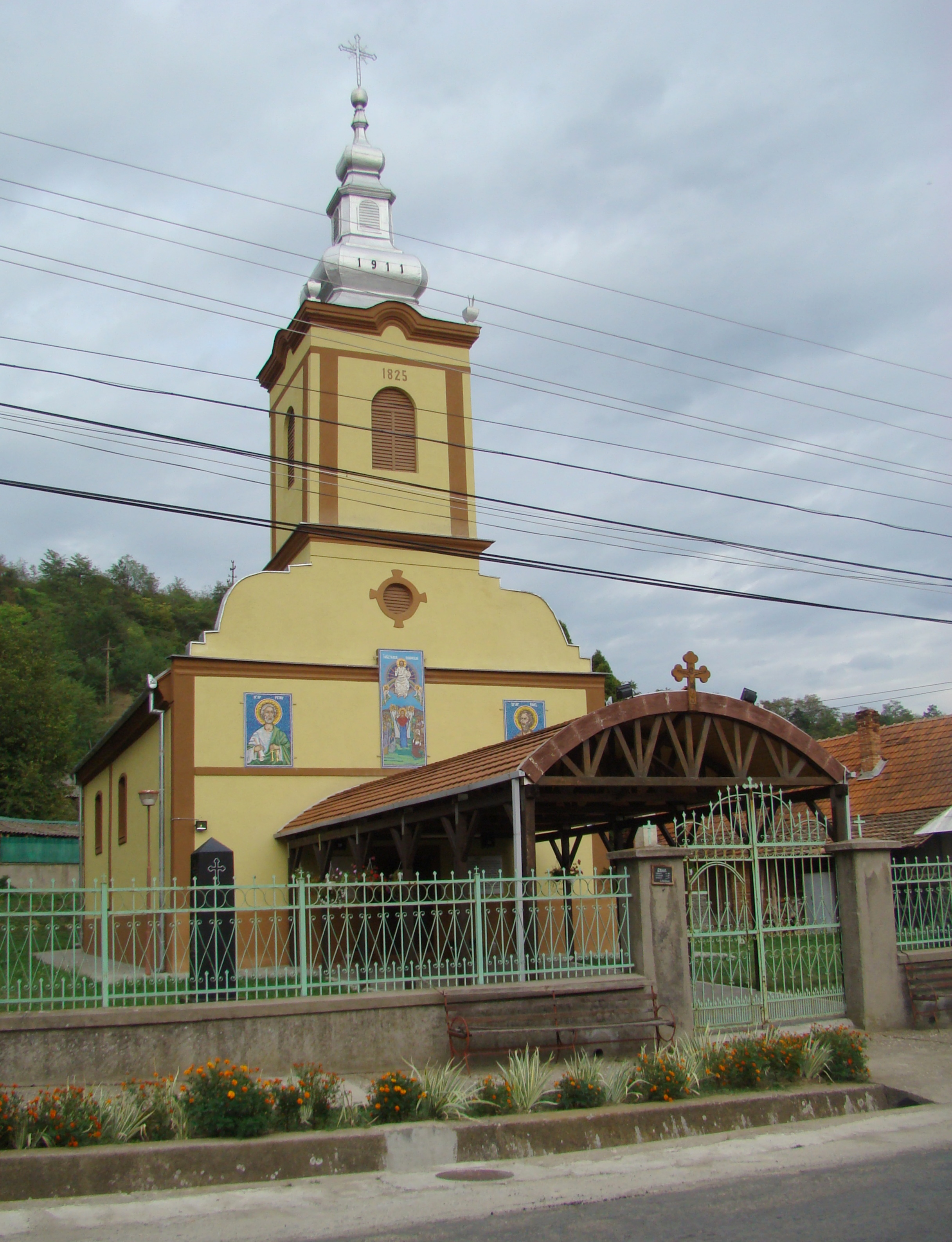
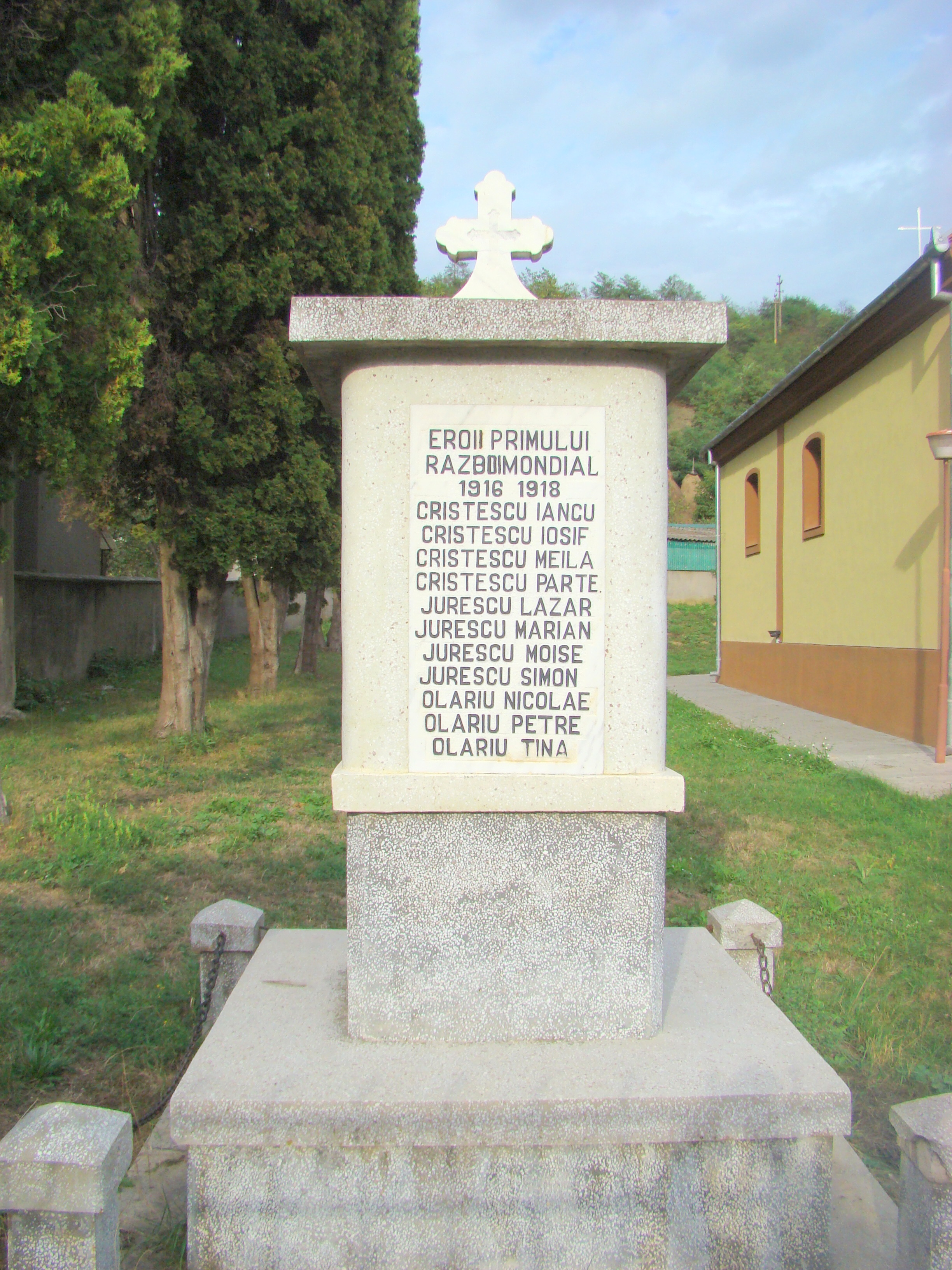
Monumentul eroilor